# Porsche Tapiro
La Porsche Tapiro è una concept car costruita dalla casa automobilistica tedesca Porsche insieme alla italiana Italdesign nel 1970.

## Profilo e tecnica
Venne ideata e progettata da Giorgetto Giugiaro ed era caratterizzata da un design a cuneo tipico degli anni '70. Il telaio e la meccanica erano basati su quella della Porsche 914/6; tra le peculiarità di cui era dotata la vettura vi erano le quattro portiere con apertura ad ali di gabbiano.
La disposizione del motore era centrale-posteriore, con la trazione anch'essa posteriore abbinato ad una trasmissione manuale a 5 marce.
La Tapiro era alimentata da un propulsore a sei cilindri boxer raffreddato ad aria da 2,4 litri, montato longitudinalmente, che produceva 220 CV (164 kW) a 7800 giri/min. Questo motore spingeva il Tapiro a una velocità massima ufficiale di circa 152 mph (245 km/h).

## Storia
La Porsche Tapiro venne presentata al Salone dell'Auto di Torino del 1970. Successivamente, l'auto fece il suo debutto anche negli Stati Uniti al 5th Annual Los Angeles Imported Automobile and Sports Car Show nel 1971.
Nel 1972 l'auto fu venduta ad un industriale spagnolo che la utilizzò quotidianamente. L'auto poi fu quasi completamente distrutta in un incendio. La maggior parte delle fonti afferma che la causa dell'incendio fu dolosa, da parte un gruppo di attivisti sindacali che protestavano contro le politiche lavorative del proprietario, che piazzarono una bomba incendairia sotto il Tapiro. La bomba esplose, bruciando l'auto ma senza distruggere il telaio.  La scocca bruciata è stata riacquistata da Italdesign ed è ora esposta nel Museo Giugiaro. 